# Archives départementales de la Charente
Les Archives départementales de la Charente également appelées Archives de la Charente sont un service du conseil départemental de la Charente (Nouvelle-Aquitaine, France).

## Histoire

### Le bâtiment
Les archives ont occupé plusieurs locaux et bâtiments au cours du temps, à Angoulême :
- 1835, installation dans un local étroit de la préfecture ;
- 1955, aménagement dans un immeuble situé rue de l'Arsenal ;
- mars 1968, achèvement des travaux des archives modernes sur un terrain acquis de la SNCF, avenue Gambetta ;
- février 1999, réception du premier bâtiment annexe, rue de la Grand-Font, dont la construction avait été décidée en 1993.

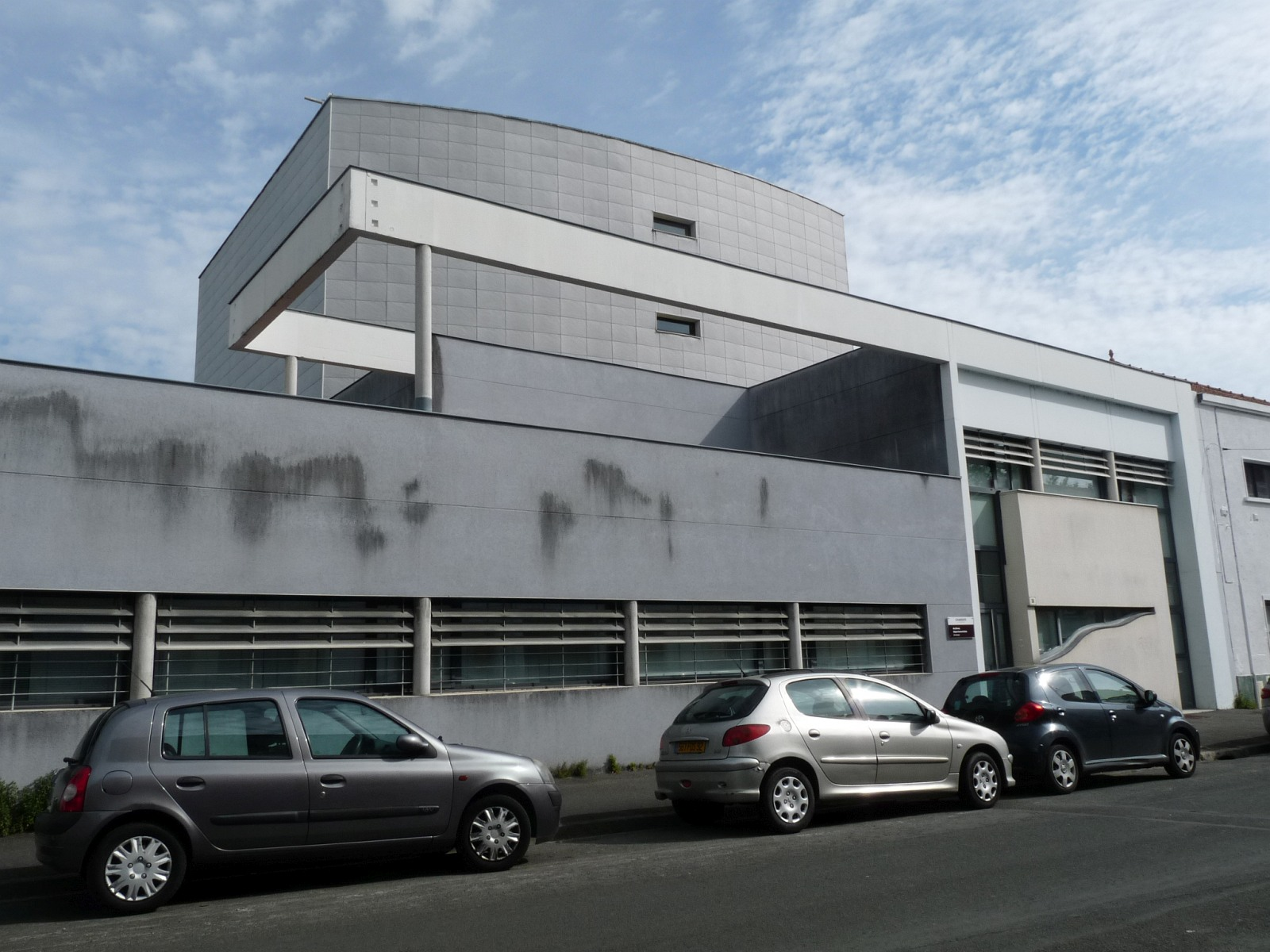
L'annexe, rue de la Grand-Font.

## Fonds

### Archives numérisées
Sont consultables en ligne :
- des cartes postales numérisées ;
- les inventaires des Églises ;
- les cahiers des instituteurs 1914-1918 ;
- le cadastre napoléonien.

## Directeurs
- 1796 : Joseph Ducluzeau ;
- 1818-1820 : J.-P. Quénot ;
- 1820-1822 : Marrousem ;
- 1822-1831 : Varin ;
- 1831-1835 : de Cumon ;
- 1835-1853 : A. Faunié-Duplessis ;
- 1853-1856 : de Livron ;
- 1856-1860 : Alexis de Jussieu ;
- 1860-1861 : François Maupré ;
- 1861-1878 : Gustave Babinet de Rencogne ;
- 1878-1900 : Paul Fleury ;
- 1900-1910 : Jules Machet de La Martinière ;
- 1910-1922 : Léo Imbert ;
- 1922-1959 : Léon Burias ;
- 1959-1963 : Bernard Jarry ;
- 1964- : Francine Ducluzeau ;
- 2004-2014 : Isabelle Maurin-Joffre
- Depuis 2014 : Marion Bernard

## Pour approfondir